# 楔叶滇芎
楔叶滇芎（学名：Physospermopsis cuneata）为伞形科滇芎属的植物，为中国的特有植物。分布于中国大陆的云南等地，生长于海拔3,300米至3,400米的地区，多生于高山草甸，目前尚未由人工引种栽培。